# 232 f.Kr.

## Händelser

### Efter plats

#### Seleukiderriket
- Den seleukidiske kungen Seleukos II ger sig av på en expedition till det inre av Iran för att försöka återta Partien, men hans ansträngningar går om intet. Enligt vissa källor hålls han till och med fången i flera år av den partiske kungen Arsakes I. Andra källor omnämner, att han sluter fred med Arsakes I genom att erkänna hans överhöghet över Partien.

#### Romerska republiken
- Trots motstånd från den romerska senaten och hans egen far lyckas den romerske politiske ledaren Gaius Flaminius Nepos driva igenom en förordning om distribution av land bland plebejerna. Romarna bestämmer sig för att dela ut land norr om Rom (det så kallade Ager Gallicus) i småbitar till sina fattigare medborgare vars bondgårdar har förstörts under det första puniska kriget.

### Efter ämne

#### Filosofi
- Efter hans mentor Kleanthes från Assos död efterträder Krysippos från Soli honom som den tredje rektorn för den stoiska skolan. Krysippos många skrivelser om den stoiska doktrinen kommer sedermera att förära honom hederstiteln Stoicismens andre grundare.

## Födda
- Xiang Yu, kinesisk rebellgeneral mot Qindynastin samt sedermera ärkefiende till Liu Bang under inbördeskriget mellan Qin- och Handynastierna (död 202 f.Kr.)

## Avlidna
- Ashoka, indisk kejsare, som har styrt Mauryariket på den indiska halvön sedan 273 f.Kr. (född 304 f.Kr.)
- Kleanthes från Assos, stoisk filosof, som har varit ledare för den stoiska skolan sedan 263 f.Kr. efter Zenons av Kiton död (född omkring 301 f.Kr.)